# Veselivka (Bilovodî), Sumî
Veselivka (în ucraineană Веселівка) este un sat în comuna Bilovodî din raionul Sumî, regiunea Sumî, Ucraina.

## Demografie
Componența lingvistică a localității Veselivka
     Ucraineană (82,09%)
     Rusă (16,42%)
     Belarusă (1,49%)
Conform recensământului din 2001, majoritatea populației localității Veselivka era vorbitoare de ucraineană (82,09%), existând în minoritate și vorbitori de rusă (16,42%) și belarusă (1,49%).